# Троица (Смоленская область)
Тро́ица    — деревня  в  Смоленской области России,  в Сафоновском районе. Население – 32 жителя (2007 год)  .  Расположена в центральной части области  в 2 км к востоку от города Сафонова,  севернее автодороги М1 «Беларусь».  Входит в состав Беленинского сельского поселения.

## История
В годы Великой Отечественной войны деревня была оккупирована гитлеровскими войсками в сентябре 1941 года, освобождена в 1943 году..